# Livio Tiselli
Livio Tiselli (Giugno 1946) è un ex pallanuotista italiano che ha militato nella massima serie del campionato italiano di pallanuoto, oltre ad essere stato campione italiano militare di salvamento.
È padre di due figli, Manlio (anche lui ex pallanuotista) e Orietta.
La sua carriera pallanuotistica si sviluppa principalmente al Civitavecchia, con il quale ottiene nel 1966 la promozione dalla Serie B alla Serie A, e a Brescia.